# Рос Гелер
Др Рос Јустас Гелер је измишљени лик из Ен-Би-Си-јевог ситкома Пријатељи, чију је улогу тумачио Дејвид Швимер. Рос је сматран за најинтелигентнијег члана шесточлане групе и препознатљив је по свом шашавом, али симпатичном понашању. Његова веза са Рејчел Грин је укључена у листу најбољих телевизијских парова ТВ водича, као и у листу „30 најбољих да ли ће или не?“ Недељног забавника. Кевин Брајт, један од главних продуцената серије је и пре радио са Швимером, па су писци сценарија Росов карактер прилагодили Швимеровом гласу. Уз то, Швимер је први примљен у серију. Немачког је порекла.

## Појаве
Рос је палеолонтолог који је своју докторску дисертацију одбранио на Универзитету Колумбија. Његова романтична осећања према Рејчел Грин, која су почела да се развијају још од средње школе су константна тема његовог животног наратива. Такође, њихова романтична веза коју карактеришу бројне свађе и мирења су готово стална тема целокупне серије.
Рођен је 18. октобра 1967. (иако се у једној епизоди помиње да је рођен у децембру) и одрастао је на Лонг Ајленду као старији брат Монике Гелер. Рос и Моника су Јевреји и у најмању руку се тако и изјашњавају, али Рос улаже више напора у то да свог сина, Бена, научи јеврејској вери. Већ у првој епизоди, Рос се појављује као тек разведен од своје супруге, Керол, која је схватила да је лезбејка. У даљем току серије, Рос бива у вези са Рејчел Грин која се касније завршила раскидом. Након завршетка те везе, Рос се жени са Емили Волтам, нећаком Рејчелиног шефа, али тај брак није потрајао. У петој сезони, Рос и Рејчел се венчавају у Лас Вегасу у стању пијанства и тај брак се такође завршава разводом. Током целе серије, Рос се развео три пута.
Рос је у врло компетитивном односу са својом сестром, што се манифестује кроз њихово повремено рвање и параноју. Као деца били су учесници породичног такмичења у америчком фудбалу које се одржавало сваког Дана захвалности. Та традиција се завршила у својој шестој години након што је Моника „случајно“ поломила Росу нос. У основној школи, њих двоје су осмислили свој плес, „Рутину“, који су извели на ТВ преносу „Дик Кларкове новогодишње вечери“.
Током детињства, Моника је мрзела Роса зато што је увек све било по његовом и зато што је осећала да њени родитељи више воле Роса него њу. Међутим, како је време пролазило, заволела је Роса због његове личности, а не само због породичне обавезе и дужности. Као одрасли су постали блиски, али је њихово такмичење и даље било присутно, као што се то видели у епизоди треће сезоне, „Она са фудбалом“.
Рос често долази у сукоб са Фиби Буфе. Његова рационалност и Фибина ексцентричност често резултирају препиркама око еволуције, гравитације или око тога да ли је Фибина мајка реинкарнирана у мачки. Открило се да је Фиби једном опљачкала Роса (укравши му копију његовог стрипа „Научни дечак“, који је он писао) док су били тинејџери. Након што је Фибин стан изгорео у пожару, Фиби се преселила код Монике и Чендлера, одакле је убрзо отишла јер је желела да младом пару не нарушава приватност, па се преселила код Роса. У епизоди која приказује прошлост ликова пре серије, Фиби и Рос су у бару и почињу да се љубе, али се њихов тренутак завршава због Росове трапавости. Ипак, Фиби често помаже Росу у бројним ситуацијама, а на крају му помаже да схвати да воли Рејчел и да му је суђено да буде са њом.
Током факултета, Росов најбољи пријатељ је Чендлер Бинг са којим је имао и бенд. Када је Рос ухваћен како пуши марихуану на факултету, за то је окривио Чендлера. Чендлер је постао Росов зет када се оженио Моником. Иако су најбољи другари, Чендлер често бива изиритиран Росовим штреберским понашањем.
Рос је пријатељ Рејчел Грин, девојком у коју је био заљубљен још од средње школе. Рејчел је Роса током средње школе видела само као „Моникиног старијег брата штребера“. Током прве епизоде серије, након што је среће први пут после дуго времена, Рос се поново заљубљује у њу. Постепено се зближавају и током серије њихова веза је била прожета бројним свађама и мирењима. У последњој епизоди серије, Рејчел говори Росу да јој он значи више од било којег другог члана групе.
Пријатељ је и са Џоијем Трибијанијем, којем често помаже око његових глумачких аудиција. У једној епизоди, Рос је чак и пољубио Џоија како би му помогао око његове улоге хомосексуалца у једном филму, али сазнаје да је Џои већ био на аудицији и није добио улогу. Након што их Чендлер у једној епизоди игнорише, Рос и Џои покушавају да искључе Чендлера из свог друштва. У једној епизоди, пред крај серије, заједно су и задремали након гледања филма „Умри мушки“. Након што се Чендлер оженио, њих двојица се зближавају и често проводе време заједно.
Рос често покушава да пробуди оно најбоље у својим пријатељима у најразличитијим ситуацијама. На пример, у другој сезони, охрабрује Џоија да се пријави за филм „Други свет“, након што је добио отказ у „Данима наших живота“, иако у том филму глуми споредног лика са само пар реченица. У седмој сезони, Рос купује Фиби бицикл, али прети да ће јој га одузети уколико не буде научила да га вози. Након што је сазнао да је Џои заљубљен у Рејчел, саветовао му је да јој то отворено каже и следи своја осећања уместо да их скрива, иако је тешко прихватио помисао да њих двоје могу бити заједно. Рос је изнад свега приказан као веома сладак и лик пун љубави који се увек бори за добробит свих и приказан је као најзрелији члан групе упркос његовом егу, изливима беса и параноји.
Рос има два детета. Његов син, Бен, је зачет у браку са својом првом супругом, Керол, која се породила при крају прве сезоне. Рос дели старатељство над њим са својом бившом супругом и њеном женом, Сузан. Рос има ћерку са Рејчел, Ему Гелер-Грин, која је рођена на крају осме сезоне, док је њена трудноћа откривена у последњој епизоди седме сезоне. Ема је непланирано зачета након једноноћне везе између Роса и Рејчел, што је приказано у епизоди осме сезоне „Она са касетом“.

## Пријем
Рос Гелер је постао врло познат лик у популарној култури, нарочито због своје везе са Рејчел Грин, свог неуротичног карактера и љубави према диносаурусима.
Представа названа Рос и Рејчел је премијерно приказана на Единбуршком фестивалу 2015. године.
У октобру 2016. године, Рос Гелер је изабран за најбољег лика из серије Пријатељи на међународном гласању које је одржао Комеди сентрал.